# Ezzelino Ier
Pour les articles homonymes, voir Ezzelino.
Ezzelino Ier da Romano, surnommé le Bègue, (né à une date inconnue dans la première moitié du XIIe siècle - mort v. 1180) est un noble italien du Moyen Âge, seigneur de l'actuelle commune de Romano d'Ezzelino, située dans la province de Vicence en Vénétie à la fin du XIIe siècle.

## Biographie
Ezzelino Ier était le chef d'une maison qui posséda de grands biens dans la Marche trévisane, et qui joua un rôle important aux XIe et XIIe siècles, pendant les guerres opposant les Guelfes et les Gibelins. Après avoir accompagné en 1147 Conrad III dans une croisade et s'y être signalé par ses exploits, il obtint le pouvoir souverain dans Vicence avec le titre de Podestat. Il entra dans la coalition lombarde et combattit Frédéric Barberousse puis fit alliance avec ce prince en 1175. Ezzelino Ier mourut vers 1180.
De son union avec une certaine Auria, fille de Riccardo des comte de Baone, il eut plusieurs enfants :
- Giovanni (mort après 1160) époux de Béatrice, fille d'Alberto dei comte de Baone ;
- Ezzelino II il Monaco ;
- Cunizza, qui épouse  Tisolino de la famille des Camposampiero ;
- Gisla, épouse de Guecello Ier, seigneur de Prata et Porcia (dans le Frioul).

## Sources
Cet article comprend des extraits du Dictionnaire Bouillet. Il est possible de supprimer cette indication, si le texte reflète le savoir actuel sur ce thème, si les sources sont citées, s'il satisfait aux exigences linguistiques actuelles et s'il ne contient pas de propos qui vont à l'encontre des règles de neutralité de Wikipédia.